# 크르크섬

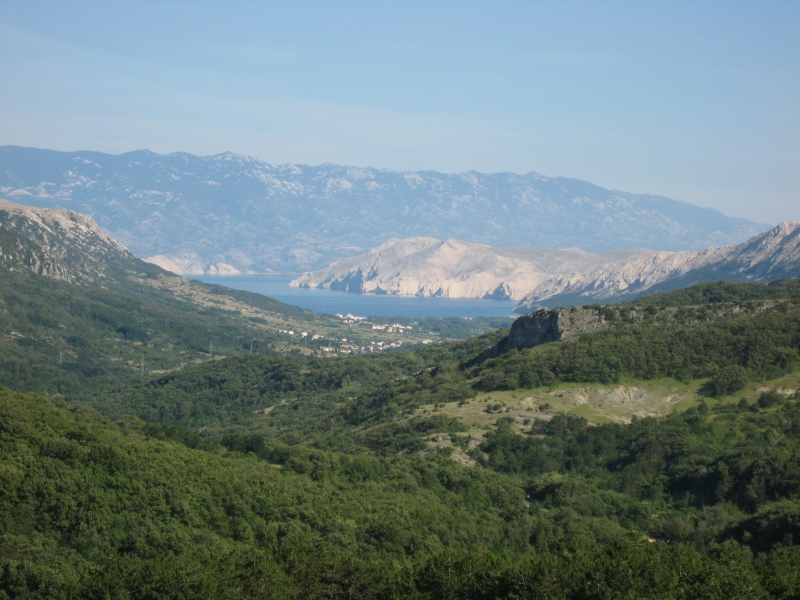
크르크섬

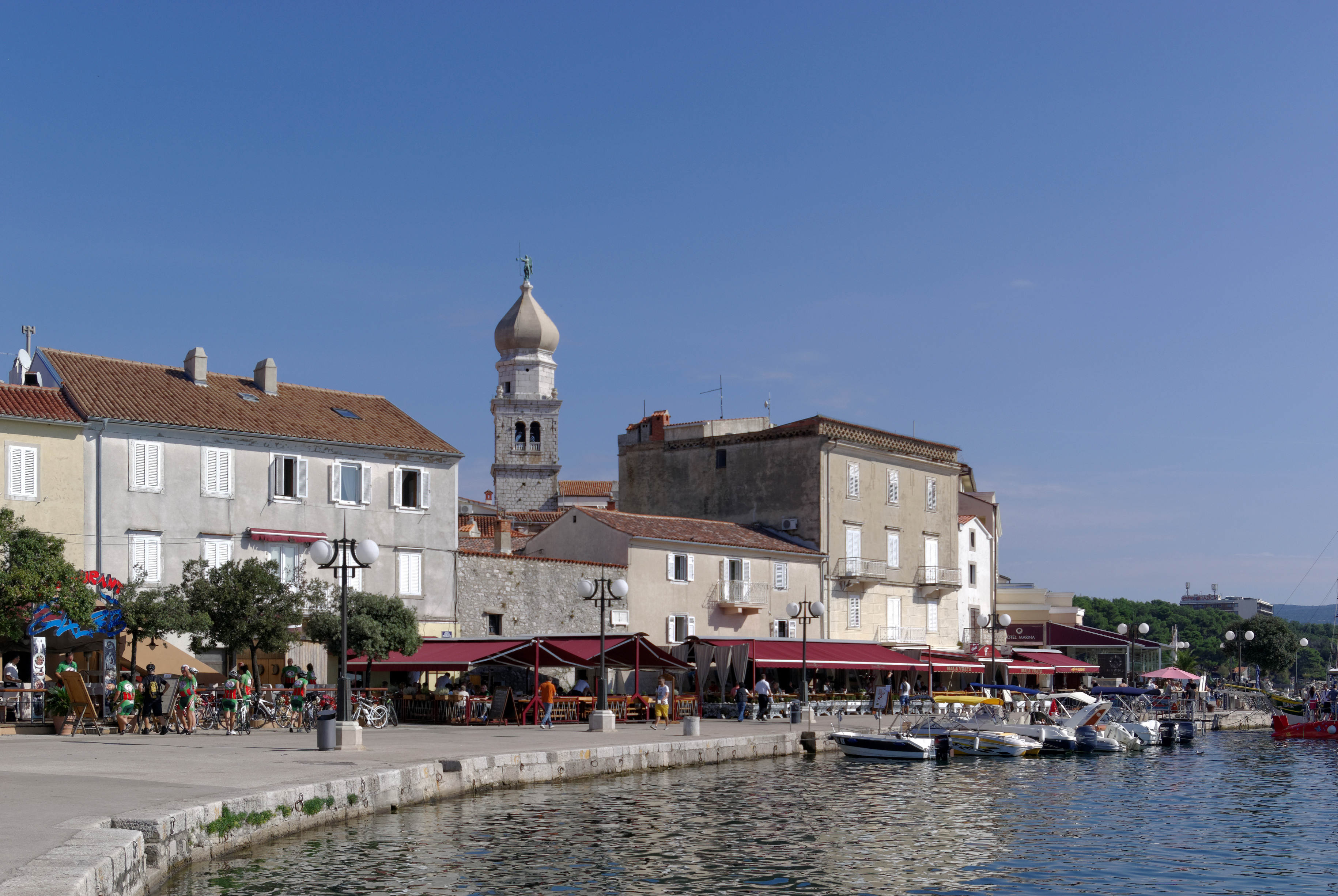
크르크 시가지

크르크섬(크로아티아어: Krk, 이탈리아어: Veglia, 독일어: Vegl, 라틴어: Curicta)은 아드리아해 북부에 위치한 크로아티아의 섬으로 면적은 405.78km2, 높이는 568m, 인구는 19,383명(2011년 기준), 인구 밀도는 44명/km2이다.
크바르네르만과 접하며 행정 구역상으로는 프리모레고르스키코타르주에 속한다. 섬에서 가장 큰 도시는 크르크이다. 관광지로 유명한 곳이며 독일 남부, 오스트리아, 슬로베니아, 헝가리, 루마니아, 이탈리아 북부에서 온 관광객들이 다수를 차지한다.

## 역사
기원전 10세기부터 사람이 살았으며 고대 로마 시대에는 크리크타섬(Cricta)이라고 불렀다. 카이사르 내전에서는 율리우스 카이사르가 이끄는 함선들과 폼페이우스가 이끄는 함선들 사이에서 해전이 일어났다. 중세 시대에 기독교 교구가 설치된 이후에는 크로아티아의 대표적인 귀족 가문이었던 프란코판 가(Frankopan)의 지배를 받았다.
중세 시대에는 베네치아 공화국, 1797년 이후에는 오스트리아 제국의 지배를 받았다. 제1차 세계 대전 이후에는 이탈리아의 지배를 받았고 제2차 세계 대전 이후에는 유고슬라비아의 지배를 받았다. 1980년에는 크로아티아 본토와 크르크섬을 연결하는 길이 1,430m의 다리가 개통되었다.

## 같이 보기
- 츠레스섬